# Правительство Республики Алтай
Правительство Республики Алтай (алт. Алтай Республиканыҥ Башкарузы) — высший исполнительный орган государственной власти Республики Алтай.
Правительство Республики Алтай в своей деятельности руководствуется принципами верховенства Конституции Российской Федерации, федеральных конституционных законов и федеральных законов, Конституции Республики Алтай, законов Республики Алтай, принципами народовластия, федерализма, разделения властей, ответственности, гласности и обеспечения прав и свобод человека и гражданина.
- осуществляет регулирование в социально-экономической сфере; 
- обеспечивает единство системы исполнительной власти в Республике Алтай, направляет и контролирует деятельность ее органов; 
- утверждает государственные программы Республики Алтай в соответствии с бюджетным законодательством Российской Федерации; 
- реализует предоставленное ему право законодательной инициативы
Возглавляет Правительство председатель Правительства Республики Алтай (с августа 1997 года Глава Республики Алтай одновременно является Председателем Правительства Республики Алтай). До 1998 года (до прямых выборов Главы РА), а также в 2005 и в 2010 годах (как Глава РА, назначенный Президентом РФ)  председатель Правительства утверждался Государственным Собранием Республики Алтай.
Довольно долгий период все назначения и освобождения от должности министров и руководителей всех ведомств в правительстве требовали согласования Государственным Собранием. Однако после признания в июне 2000 года Конституционным Судом РФ такого положения несоответствующим конституции РФ в законодательство Республики Алтай были внесены изменения, и в настоящий момент согласования требуют назначения заместителей Председателя Правительства Республики Алтай и члена Правительства Республики Алтай, возглавляющего орган исполнительной власти Республики Алтай по вопросам финансов.
Ниже приводятся данные по персональному составу правительств РА разных периодов.
Правительство слагает свои полномочия после избрания нового Главы РА (до 1998 года - Государственного Собрания). Члены ушедшего в отставку Правительства как правило  исполняют свои обязанности до назначения новых членов Правительства ( или новых исполняющих обязанности). Нахождение в статусе исполняющего обязанности  может быть довольно долгим по времени и обычно это связано с необходимостью согласования кандидатур в профильных федеральных министерствах или как это было в ранние периоды - в Государственном собрании. Время нахождения в статусе исполняющего обязанности  не выделено особо в случае кратковременности пребывания в этом статусе  или последующем утверждении в должности.

## Правительства Владимира Петрова 1992—1997
Были образованы 9 февраля 1992 года (первое правительство) и 2 февраля 1994 года (второе , после выборов в Государственное Собрание). 23 января 1997 года Государственным Собранием второе правительство было отправлено в отставку.
| СОСТАВ ПРАВИТЕЛЬСТВ РЕСПУБЛИКИ АЛТАЙ ( Владимир Петров, 1992-1997 гг) | СОСТАВ ПРАВИТЕЛЬСТВ РЕСПУБЛИКИ АЛТАЙ ( Владимир Петров, 1992-1997 гг) | СОСТАВ ПРАВИТЕЛЬСТВ РЕСПУБЛИКИ АЛТАЙ ( Владимир Петров, 1992-1997 гг) | СОСТАВ ПРАВИТЕЛЬСТВ РЕСПУБЛИКИ АЛТАЙ ( Владимир Петров, 1992-1997 гг) | СОСТАВ ПРАВИТЕЛЬСТВ РЕСПУБЛИКИ АЛТАЙ ( Владимир Петров, 1992-1997 гг) | СОСТАВ ПРАВИТЕЛЬСТВ РЕСПУБЛИКИ АЛТАЙ ( Владимир Петров, 1992-1997 гг) | СОСТАВ ПРАВИТЕЛЬСТВ РЕСПУБЛИКИ АЛТАЙ ( Владимир Петров, 1992-1997 гг)                                         |
| Должность                                                             | Член Правительства Республики Алтай                                   | Член Правительства Республики Алтай                                   | Член Правительства Республики Алтай                                   | Член Правительства Республики Алтай                                   | №                                                                     | Примечание |
| Должность                                                             | Фамилия                                                               | Имя                                                                   | Отчество                                                              | Срок полномочий                                                       | №                                                                     | Примечание |
| --------------------------------------------------------------------- | --------------------------------------------------------------------- | --------------------------------------------------------------------- | --------------------------------------------------------------------- | --------------------------------------------------------------------- | --------------------------------------------------------------------- | --- |
| Председатель                                                          | ПЕТРОВ                                                                | Владимир                                                              | Иванович                                                              | 1992-1997                                                             | 1(1)                                                                  | |
| Первый заместитель председателя                                       | ГНЕЗДИЛОВ                                                             | Михаил                                                                | Захарович                                                             | 1992-1993                                                             | 2(2)                                                                  | |
| Первый заместитель председателя                                       | ГНЕЗДИЛОВ                                                             | Михаил                                                                | Захарович                                                             | 1996-1997                                                             | 2(2)                                                                  | |
| Первый заместитель председателя                                       | ИЛАКОВ                                                                | Александр                                                             | Васильевич                                                            | 1992                                                                  | 3(3)                                                                  | |
| Первый заместитель председателя                                       | ЯЛБАКОВ                                                               | Алексей                                                               | Иженерович                                                            | 1992-1995                                                             | 4(4)                                                                  | |
| Первый заместитель председателя                                       | САБИН                                                                 | Владимир                                                              | Кючукович                                                             | 1995-1997                                                             | 5(5)                                                                  | |
| Заместитель председателя                                              | АЛЧУБАЕВ                                                              | Александр                                                             | Николаевич                                                            | 1992-1997                                                             | 6(6)                                                                  | председатель Государственного комитета по экономике                                                           |
| Заместитель председателя                                              | БЕЛЕКОВ                                                               | Иван                                                                  | Итулович                                                              | 1992-1997                                                             | 7(7)                                                                  | |
| Заместитель председателя                                              | ЗАВЬЯЛОВ                                                              | Александр                                                             | Иванович                                                              | 1992-1997                                                             | 8(8)                                                                  | |
| Заместитель председателя                                              | МАНЗЫРОВ                                                              | Александр                                                             | Поликарпович                                                          | 1992-1997                                                             | 9(9)                                                                  | постоянный представитель Республики Алтай при Президенте РФ                                                   |
| Заместитель председателя                                              | ТАЙТАКОВ                                                              | Николай                                                               | Михайлович                                                            | 1992-1993                                                             | 10(10)                                                                | председатель Комитета по внешним , межрегиональным экономическим связям и развитию эколого-экономической зоны |
| Заместитель председателя                                              | ТЮХТЕНЕВ                                                              | Алексей                                                               | Степанович                                                            | 1994-1997                                                             | 11(11)                                                                | с 1992 года - председатель Комитета по управлению государственным имуществом Республики Алтай                 |
| Министр здравоохранения                                               | КУРОПЯТНИК                                                            | Николай                                                               | Иванович                                                              | 1992-1997                                                             | 12(12)                                                                | |
| Управляющий делами Правительства                                      | САРЫКИН                                                               | Владимир                                                              | Николаевич                                                            | 1992                                                                  | 13(13)                                                                | |
| Управляющий делами Правительства                                      | ХАРИН                                                                 | Владимир                                                              | Алексеевич                                                            | 1992-1995                                                             | 14(14)                                                                | |
| Управляющий делами Правительства                                      | АГЕЕВ                                                                 | Олег                                                                  | Валерьевич                                                            | 1995-1997                                                             | 15(15)                                                                | |
| Председатель комитета финансов                                        | СЕРЕБРЕННИКОВ                                                         | Александр                                                             | Алексеевич                                                            | 1992-1994                                                             | 16(16)                                                                | |
| Председатель комитета финансов                                        | ИВАНОВ                                                                | Константин                                                            | Георгиевич                                                            | 1994-1997                                                             | 17(17)                                                                | |
| Министр внутренних дел                                                | ТРОЦЕНКО                                                              | Феликс                                                                | Владимирович                                                          | 1992                                                                  | 18(18)                                                                | как начальник управления внутренних дел                                                                       |
| Министр внутренних дел                                                | БЕРДНИКОВ                                                             | Александр                                                             | Васильевич                                                            | 1993-1997                                                             | 19(19)                                                                | |

## Правительствo Валерия Чаптынова и Владилена Волкова 1997—1998
Валерий Чаптынов был утвержден председателем Правительства 30 января 1997 года , после его смерти ( 10 августа )  председателем Правительства  19 августа 1997 года был назначен Владилен Волков . Правительство сложило свои полномочия 13 января 1998 года после вступления в должность избранного 14 декабря 1997 года Главой Республики Алтай Семёна Зубакина.
| СОСТАВ ПРАВИТЕЛЬСТВА РЕСПУБЛИКИ АЛТАЙ ( Валерий Чаптынов и Владилен Волков , 1997-1998 гг) | СОСТАВ ПРАВИТЕЛЬСТВА РЕСПУБЛИКИ АЛТАЙ ( Валерий Чаптынов и Владилен Волков , 1997-1998 гг) | СОСТАВ ПРАВИТЕЛЬСТВА РЕСПУБЛИКИ АЛТАЙ ( Валерий Чаптынов и Владилен Волков , 1997-1998 гг) | СОСТАВ ПРАВИТЕЛЬСТВА РЕСПУБЛИКИ АЛТАЙ ( Валерий Чаптынов и Владилен Волков , 1997-1998 гг) | СОСТАВ ПРАВИТЕЛЬСТВА РЕСПУБЛИКИ АЛТАЙ ( Валерий Чаптынов и Владилен Волков , 1997-1998 гг) | СОСТАВ ПРАВИТЕЛЬСТВА РЕСПУБЛИКИ АЛТАЙ ( Валерий Чаптынов и Владилен Волков , 1997-1998 гг) | СОСТАВ ПРАВИТЕЛЬСТВА РЕСПУБЛИКИ АЛТАЙ ( Валерий Чаптынов и Владилен Волков , 1997-1998 гг)  |
| Должность                                                                                  | Член Правительства Республики Алтай                                                        | Член Правительства Республики Алтай                                                        | Член Правительства Республики Алтай                                                        | Член Правительства Республики Алтай                                                        | №                                                                                          | Примечание                                                                                  |
| Должность                                                                                  | Фамилия                                                                                    | Имя                                                                                        | Отчество                                                                                   | Срок полномочий                                                                            | №                                                                                          | Примечание                                                                                  |
| ------------------------------------------------------------------------------------------ | ------------------------------------------------------------------------------------------ | ------------------------------------------------------------------------------------------ | ------------------------------------------------------------------------------------------ | ------------------------------------------------------------------------------------------ | ------------------------------------------------------------------------------------------ | ------------------------------------------------------------------------------------------- |
| Председатель                                                                               | ЧАПТЫНОВ                                                                                   | Валерий                                                                                    | Иванович                                                                                   | 1997                                                                                       | 20(1)                                                                                      |                                                                                             |
| Председатель                                                                               | ВОЛКОВ                                                                                     | Владилен                                                                                   | Владимирович                                                                               | 1997-1998                                                                                  | 21(2)                                                                                      |                                                                                             |
| Первый заместитель председателя                                                            | ГНЕЗДИЛОВ                                                                                  | Михаил                                                                                     | Захарович                                                                                  | 1997-1998                                                                                  | 22(3)                                                                                      | член правительств Петрова 2(2)                                                              |
| Первый заместитель председателя                                                            | МАНЗЫРОВ                                                                                   | Александр                                                                                  | Поликарпович                                                                               | 1997-1998                                                                                  | 23(4)                                                                                      | постоянный представитель Республики Алтай при Президенте РФ, член правительств Петрова 9(9) |
| Министр внутренних дел                                                                     | БЕРДНИКОВ                                                                                  | Александр                                                                                  | Васильевич                                                                                 | 1997-1998                                                                                  | 24(5)                                                                                      | член правительств Петрова 19(19)                                                            |
| Министр по делам гражданской обороны и чрезвычайных ситуаций                               | БУКРЕЕВ                                                                                    | Сергей                                                                                     | Андреевич                                                                                  | 1997-1998                                                                                  | 25(6)                                                                                      |                                                                                             |
| Министр труда и социального развития                                                       | ГОРБУНОВ                                                                                   | Виктор                                                                                     | Иванович                                                                                   | 1997-1998                                                                                  | 26(7)                                                                                      |                                                                                             |
| Министр финансов                                                                           | ИВАНОВ                                                                                     | Константин                                                                                 | Георгиевич                                                                                 | 1997-1998                                                                                  | 27(7)                                                                                      | член второго правительства Петрова 17(17)                                                   |
| Управляющий делами Правительства                                                           | КИЧМАРЕНКО                                                                                 | Иван                                                                                       | Савельевич                                                                                 | 1997-1998                                                                                  | 28(8)                                                                                      |                                                                                             |
| Министр культуры и туризма , до июля 1997 года - Министр культуры                          | КОНЧЕВ                                                                                     | Владимир                                                                                   | Егорович                                                                                   | 1997-1998                                                                                  | 29(9)                                                                                      |                                                                                             |
| Министр здравоохранения                                                                    | ПЕРЕВЕРЗЕВ                                                                                 | Сергей                                                                                     | Александрович                                                                              | 1997-1998                                                                                  | 30(10)                                                                                     |                                                                                             |
| Министр юстиции                                                                            | ПРОКОПЕНКО                                                                                 | Петр                                                                                       | Георгиевич                                                                                 | 1997-1998                                                                                  | 31(11)                                                                                     |                                                                                             |
| Министр образования и науки                                                                | ТУЛИНОВ                                                                                    | Николай                                                                                    | Иванович                                                                                   | 1997-1998                                                                                  | 32(12)                                                                                     |                                                                                             |
| Министр экономики                                                                          | ЧЕКУРАШЕВ                                                                                  | Григорий                                                                                   | Барзынович                                                                                 | 1997-1998                                                                                  | 33(13)                                                                                     |                                                                                             |

## Правительствo Семёна Зубакина 1998—2002
Семён Зубакин вступил в должность Главы Республики, Председателя Правительства 13 января 1998 года. Правительство сложило свои полномочия 19 января 2002 года после вступления в должность избранного 06 января 2002 года (во втором туре выборов) Главой Республики Алтай Михаила Лапшина.
| СОСТАВ ПРАВИТЕЛЬСТВА РЕСПУБЛИКИ АЛТАЙ ( Семён Зубакин , 1998-2002 гг)                     | СОСТАВ ПРАВИТЕЛЬСТВА РЕСПУБЛИКИ АЛТАЙ ( Семён Зубакин , 1998-2002 гг) | СОСТАВ ПРАВИТЕЛЬСТВА РЕСПУБЛИКИ АЛТАЙ ( Семён Зубакин , 1998-2002 гг) | СОСТАВ ПРАВИТЕЛЬСТВА РЕСПУБЛИКИ АЛТАЙ ( Семён Зубакин , 1998-2002 гг) | СОСТАВ ПРАВИТЕЛЬСТВА РЕСПУБЛИКИ АЛТАЙ ( Семён Зубакин , 1998-2002 гг) | СОСТАВ ПРАВИТЕЛЬСТВА РЕСПУБЛИКИ АЛТАЙ ( Семён Зубакин , 1998-2002 гг) | СОСТАВ ПРАВИТЕЛЬСТВА РЕСПУБЛИКИ АЛТАЙ ( Семён Зубакин , 1998-2002 гг) |
| Должность                                                                                 | Член Правительства Республики Алтай                                   | Член Правительства Республики Алтай                                   | Член Правительства Республики Алтай                                   | Член Правительства Республики Алтай                                   | №                                                                     | Примечание |
| Должность                                                                                 | Фамилия                                                               | Имя                                                                   | Отчество                                                              | Срок полномочий                                                       | №                                                                     | Примечание |
| ----------------------------------------------------------------------------------------- | --------------------------------------------------------------------- | --------------------------------------------------------------------- | --------------------------------------------------------------------- | --------------------------------------------------------------------- | --------------------------------------------------------------------- | --- |
| Председатель                                                                              | ЗУБАКИН                                                               | Семён                                                                 | Иванович                                                              | 1998-2002                                                             | 34(1)                                                                 | |
| Первый заместитель председателя                                                           | АНТАРАДОНОВ                                                           | Юрий                                                                  | Васильевич                                                            | 1998-2002                                                             | 35(2)                                                                 | до 1999 года - генеральный директор дирекции Эколого - экономического региона "Алтай" |
| Первый заместитель председателя                                                           | БАРАБОШКИН                                                            | Виктор                                                                | Павлович                                                              | 1998-1999                                                             | 36(3)                                                                 | |
| Первый заместитель председателя                                                           | ГНЕЗДИЛОВ                                                             | Михаил                                                                | Захарович                                                             | 1999-2001                                                             | 37(4)                                                                 | 1998-1999 гг - заместитель председателя, 1998-1999 гг - министр строительства, архитектуры и жилищно-коммунального хозяйства, 2000-2001 гг - полномочный представитель Постоянного представительства Республики Алтай при Президенте РФ ,член правительств Петрова 2(2) и правительства Чаптынова-Волкова 22(3) |
| Первый заместитель председателя                                                           | АЛЧУБАЕВ                                                              | Александр                                                             | Николаевич                                                            | 2000-2002                                                             | 38(5)                                                                 | член правительств Петрова 6(6) |
| Первый заместитель председателя                                                           | БЕЗРУЧЕНКОВ                                                           | Виктор                                                                | Иванович                                                              | 2000-2001                                                             | 39(6)                                                                 | |
| Заместитель председателя                                                                  | ТЮХТЕНЕВ                                                              | Алексей                                                               | Степанович                                                            | 1998-2002                                                             | 40(7)                                                                 | председатель Государственного комитета по управлению государственным имуществом Республики Алтай, член правительств Петрова 11(11) |
| Заместитель председателя                                                                  | КУКОТИН                                                               | Василий                                                               | Иванович                                                              | 1999-2002                                                             | 41(8)                                                                 | министр строительства, архитектуры и жилищно-коммунального хозяйства |
| Постоянный представитель Республики Алтай при Президенте РФ                               | БЕДЮРОВ                                                               | Бронтой                                                               | Янгович                                                               | 1998                                                                  | 42(9)                                                                 | затем в 1998-1999 гг - председатель комитета по информационной и национальной политике, связям с общественностью |
| Председатель комитета по информационной и национальной политике, связям с общественностью |                                                                       |                                                                       |                                                                       | 1998-1999                                                             | 42(9)                                                                 | БЕДЮРОВ Бронтой Янгович |
| Председатель комитета по информационной и национальной политике, связям с общественностью | ВОЛКОВ                                                                | Владилен                                                              | Владимирович                                                          | 1999-2000                                                             | 43(10)                                                                | член правительства Чаптынова-Волкова 21(2) |
| Председатель комитета по информационной и национальной политике, связям с общественностью | ТЮМЕШЕВА                                                              | Галина                                                                | Александровна                                                         | 2000-2002                                                             | 44(11)                                                                | |
| Министр внутренних дел                                                                    | БЕРДНИКОВ                                                             | Александр                                                             | Васильевич                                                            | 1998-2002                                                             | 45(12)                                                                | член правительств Петрова 19(19) и правительства Чаптынова-Волкова 24(5) |
| Министр по делам гражданской обороны и чрезвычайных ситуаций                              | БУКРЕЕВ                                                               | Сергей                                                                | Андреевич                                                             | 1998                                                                  | 46(13)                                                                | член правительства Чаптынова-Волкова 25(6) |
| Министр по делам гражданской обороны и чрезвычайных ситуаций                              | АФАНАСЬЕВ                                                             | Александр                                                             | Павлович                                                              | 1998-2002                                                             | 47(14)                                                                | |
| Министр труда и социального развития                                                      | ГОРБУНОВ                                                              | Виктор                                                                | Иванович                                                              | 1998-2000                                                             | 48(15)                                                                | член правительства Чаптынова-Волкова 26(7) |
| Министр труда и социального развития                                                      | ЕЛБАЕВА                                                               | Наталья                                                               | Абуевна                                                               | 2000-2002                                                             | 49(16)                                                                | |
| Министр сельского хозяйства и продовольствия                                              | КАРАМАЕВ                                                              | Владимир                                                              | Байданович                                                            | 1998-2002                                                             | 50(17)                                                                | |
| Министр здравоохранения                                                                   | ПЕРЕВЕРЗЕВ                                                            | Сергей                                                                | Александрович                                                         | 1998-2002                                                             | 51(18)                                                                | член правительства Чаптынова-Волкова 30(10) |
| Министр юстиции                                                                           | ПРОКОПЕНКО                                                            | Петр                                                                  | Георгиевич                                                            | 1998-2001                                                             | 52(19)                                                                | член правительства Чаптынова-Волкова 31(11) |
| Министр строительства, архитектуры и жилищно-коммунального хозяйства                      | ПЬЯНКОВ                                                               | Борис                                                                 | Петрович                                                              | 1998                                                                  | 53(20)                                                                | как исполняющий обязанности министра по земельной политике ,строительству, архитектуре и жилищно-коммунального хозяйству |
| Министр строительства, архитектуры и жилищно-коммунального хозяйства                      |                                                                       |                                                                       |                                                                       | 1998-1999                                                             | 37(4)                                                                 | ГНЕЗДИЛОВ Михаил Захарович |
| Министр строительства, архитектуры и жилищно-коммунального хозяйства                      |                                                                       |                                                                       |                                                                       | 1999-2002                                                             | 41(8)                                                                 | КУКОТИН Василий Иванович |
| Министр финансов                                                                          | САЗОНОВА                                                              | Вера                                                                  | Захаровна                                                             | 1998                                                                  | 54(21)                                                                | исполняющая обязанности |
| Министр финансов                                                                          | ПЕКПЕЕВ                                                               | Сергей                                                                | Тимурович                                                             | 1998-2002                                                             | 55(22)                                                                | |
| Министр образования и науки                                                               | ТУЛИНОВ                                                               | Николай                                                               | Иванович                                                              | 1998-2002                                                             | 56(23)                                                                | член правительства Чаптынова-Волкова 32(12) |
| Министр экономики                                                                         | ЧЕКУРАШЕВ                                                             | Григорий                                                              | Барзынович                                                            | 1998                                                                  | 57(24)                                                                | исполняющий обязанности , член правительства Чаптынова-Волкова 33(13) |
| Министр экономики                                                                         | СУРАЗАКОВА                                                            | Светлана                                                              | Петровна                                                              | 1998-2002                                                             | 58(25)                                                                | |
| Министр культуры                                                                          | ЧИЧИНОВ                                                               | Валерий                                                               | Иванович                                                              | 1998-1999                                                             | 59(26)                                                                | |
| Министр культуры                                                                          | ФИЛИМОНОВ                                                             | Владимир                                                              | Георгиевич                                                            | 1999-2000                                                             | 60(27)                                                                | исполняющий обязанности |
| Министр культуры                                                                          | ЯЛБАКОВА                                                              | Елизавета                                                             | Чанкышевна                                                            | 2000-2002                                                             | 61(28)                                                                | |

## Правительствo Михаила Лапшина 2002—2006
Михаил Лапшин вступил в должность Главы Республики, Председателя Правительства 19 января 2002 года. Правительство сложило свои полномочия 20 января 2006 года после вступления в должность утвержденного Государственным Собранием 22 декабря 2005 года Главой Республики Алтай Александра Бердникова.
| СОСТАВ ПРАВИТЕЛЬСТВА РЕСПУБЛИКИ АЛТАЙ ( Михаил Лапшин , 2002-2006 гг)                 | СОСТАВ ПРАВИТЕЛЬСТВА РЕСПУБЛИКИ АЛТАЙ ( Михаил Лапшин , 2002-2006 гг) | СОСТАВ ПРАВИТЕЛЬСТВА РЕСПУБЛИКИ АЛТАЙ ( Михаил Лапшин , 2002-2006 гг) | СОСТАВ ПРАВИТЕЛЬСТВА РЕСПУБЛИКИ АЛТАЙ ( Михаил Лапшин , 2002-2006 гг) | СОСТАВ ПРАВИТЕЛЬСТВА РЕСПУБЛИКИ АЛТАЙ ( Михаил Лапшин , 2002-2006 гг) | СОСТАВ ПРАВИТЕЛЬСТВА РЕСПУБЛИКИ АЛТАЙ ( Михаил Лапшин , 2002-2006 гг) | СОСТАВ ПРАВИТЕЛЬСТВА РЕСПУБЛИКИ АЛТАЙ ( Михаил Лапшин , 2002-2006 гг)                                                                                                |
| Должность                                                                             | Член Правительства Республики Алтай                                   | Член Правительства Республики Алтай                                   | Член Правительства Республики Алтай                                   | Член Правительства Республики Алтай                                   | №                                                                     | Примечание |
| Должность                                                                             | Фамилия                                                               | Имя                                                                   | Отчество                                                              | Срок полномочий                                                       | №                                                                     | Примечание |
| ------------------------------------------------------------------------------------- | --------------------------------------------------------------------- | --------------------------------------------------------------------- | --------------------------------------------------------------------- | --------------------------------------------------------------------- | --------------------------------------------------------------------- | --- |
| Председатель                                                                          | ЛАПШИН                                                                | Михаил                                                                | Иванович                                                              | 2002-2006                                                             | 62(1)                                                                 | |
| Первый заместитель председателя                                                       | ТАЙТАКОВ                                                              | Николай                                                               | Михайлович                                                            | 2002-2006                                                             | 63(2)                                                                 | |
| Заместитель председателя                                                              | КУЛАГИН                                                               | Александр                                                             | Александрович                                                         | 2002-2006                                                             | 64(3)                                                                 | министр сельского хозяйства |
| Заместитель председателя                                                              | МОСКАЛЕВ                                                              | Николай                                                               | Михайлович                                                            | 2002-2005                                                             | 65(4)                                                                 | министр строительства, архитектуры , жилищно-коммунального хозяйства                                                                                                 |
| Заместитель председателя                                                              | РОМАШКИН                                                              | Виктор                                                                | Васильевич                                                            | 2002-2006                                                             | 66(5)                                                                 | до 2004 года -председатель Государственного комитета по управлению государственным имуществом Республики Алтай (с 2003 года - Министерство имущественных отношений ) |
| Заместитель председателя                                                              | ТОРБОКОВ                                                              | Владимир                                                              | Сергеевич                                                             | 2002-2004                                                             | 67(6)                                                                 | |
| Заместитель председателя                                                              | АНТАРАДОНОВ                                                           | Юрий                                                                  | Васильевич                                                            | 2002-2006                                                             | 68(7)                                                                 | член правительства Зубакина 35(2) |
| Заместитель председателя                                                              | АЛЕКСЕЕВ                                                              | Юрий                                                                  | Леонтьевич                                                            | 2004-2006                                                             | 69(8)                                                                 | |
| Министр финансов                                                                      | АЛЬПИМОВ                                                              | Укумет                                                                | Альпимович                                                            | 2002-2003                                                             | 70(9)                                                                 | |
| Министр финансов                                                                      | ГАШКИНА                                                               | Светлана                                                              | Антоновна                                                             | 2003-2006                                                             | 71(10)                                                                | |
| Министр по делам гражданской обороны и чрезвычайных ситуаций                          | АФАНАСЬЕВ                                                             | Александр                                                             | Павлович                                                              | 2002-2003                                                             | 72(11)                                                                | член правительства Зубакина 47(14) |
| Министр по делам гражданской обороны и чрезвычайных ситуаций                          | БУКИН                                                                 | Игорь                                                                 | Алексеевич                                                            | 2004-2006                                                             | 73(12)                                                                | исполняющий обязанности |
| Министр культуры и кино , до августа 2002 года - Министр культуры                     | БЕЛЕКОВ                                                               | Иван                                                                  | Итулович                                                              | 2002-2006                                                             | 74(13)                                                                | член правительств Петрова 7(7) |
| Министр внутренних дел                                                                | БЕРДНИКОВ                                                             | Александр                                                             | Васильевич                                                            | 2002                                                                  | 75(14)                                                                | член правительств Петрова 19(19),правительства Чаптынова-Волкова 24(5) и правительства Зубакина 45(12)                                                               |
| Министр внутренних дел                                                                | ВАЛЯЕВ                                                                | Юрий                                                                  | Константинович                                                        | 2002-2006                                                             | 76(15)                                                                | |
| Министр здравоохранения                                                               | ГУРЬЯНОВ                                                              | Александр                                                             | Александрович                                                         | 2002-2006                                                             | 77(16)                                                                | |
| Министр туризма                                                                       | ЗЯБЛИЦКИЙ                                                             | Сергей                                                                | Иванович                                                              | 2002-2004                                                             | 78(17)                                                                | |
| Министр туризма                                                                       | ЗАТЕЕВ                                                                | Виктор                                                                | Геннадьевич                                                           | 2004-2006                                                             | 79(18)                                                                | |
| Министр сельского хозяйства                                                           |                                                                       |                                                                       |                                                                       | 2002-2006                                                             | 64(3)                                                                 | КУЛАГИН Александр Александрович |
| Министр труда и социального развития                                                  | КУРАНАКОВ                                                             | Валерий                                                               | Мефодьевич                                                            | 2002-2006                                                             | 80(19)                                                                | |
| Министр строительства, архитектуры, жилищно-коммунального хозяйства                   |                                                                       |                                                                       |                                                                       | 2002-2005                                                             | 65(4)                                                                 | МОСКАЛЕВ Николай Михайлович |
| Министр строительства, архитектуры, жилищно-коммунального хозяйства                   | СОРОКИН                                                               | Юрий                                                                  | Васильевич                                                            | 2005-2006                                                             | 81(20)                                                                | |
| Руководитель Единого аппарата Главы Республики Алтай и Правительства Республики Алтай | ПЫХТИН                                                                | Геннадий                                                              | Гаврилович                                                            | 2002-2004                                                             | 82(21)                                                                | как руководитель Аппарата Правительства Республики Алтай |
| Руководитель Единого аппарата Главы Республики Алтай и Правительства Республики Алтай | СУХОРУКОВ                                                             | Сергей                                                                | Васильевич                                                            | 2004-2006                                                             | 83(22)                                                                | |
| Министр образования и науки                                                           | ТРУТНЕВ                                                               | Виктор                                                                | Корнеевич                                                             | 2002-2006                                                             | 84(23)                                                                | |
| Министр имущественных отношений                                                       |                                                                       |                                                                       |                                                                       | 2002-2004                                                             | 66(5)                                                                 | РОМАШКИН Виктор Васильевич, в 2002-2003 гг - как председатель Государственного комитета по управлению государственным имуществом Республики Алтай                    |
| Министр имущественных отношений                                                       | ПОЛЕТАЕВ                                                              | Владимир                                                              | Владимирович                                                          | 2004-2006                                                             | 85(24)                                                                | |
| Министр экономического развития, торговли и предпринимательства                       | ЧЕКУРАШЕВ                                                             | Григорий                                                              | Барзынович                                                            | 2002-2004                                                             | 86(25)                                                                | член правительства Чаптынова-Волкова 33(13) и правительства Зубакина 57(24)                                                                                          |
| Министр экономического развития, торговли и предпринимательства                       | ЗОТОВ                                                                 | Михаил                                                                | Павлович                                                              | 2004-2006                                                             | 87(26)                                                                | |
| Председатель комитета по информационной и национальной политике, общественным связям  | ЯШЕВА                                                                 | Татьяна                                                               | Анатольевна                                                           | 2002-2003                                                             | 88(27)                                                                | |
| Председатель комитета по информационной и национальной политике, общественным связям  | КУБАШЕВ                                                               | Алтай                                                                 | Муклаевич                                                             | 2003-2006                                                             | 89(28)                                                                | |

## Правительства Александра Бердникова 2006—2019
Александр Бердников вступил в должность Главы Республики , Председателя Правительства 20 января 2006 года . Повторно вступил в должность 20 января 2010 года ( утвержден Государственным Собранием 12 января 2010 года ). 18 января 2014 года назначен Президентом РФ временно исполняющим обязанности Главы Республики , Председателя Правительства до вступления в должность избранного главы . 30 сентября 2014 года (после победы на выборах 14 сентября 2014 года) вступил в должность в третий раз. 20 марта 2019 года после отставки Бердникова временно исполняющим обязанности Главы Республики , Председателя Правительства был назначен Олег Хорохордин. Правительство сложило свои полномочия 1 октября 2019 года после вступления в должность избранного 8 сентября 2019 года  Главой Республики Алтай Олега Хорохордина.
| СОСТАВ ПРАВИТЕЛЬСТВ РЕСПУБЛИКИ АЛТАЙ ( Александр Бердников , 2006-2019 гг) | СОСТАВ ПРАВИТЕЛЬСТВ РЕСПУБЛИКИ АЛТАЙ ( Александр Бердников , 2006-2019 гг) | СОСТАВ ПРАВИТЕЛЬСТВ РЕСПУБЛИКИ АЛТАЙ ( Александр Бердников , 2006-2019 гг) | СОСТАВ ПРАВИТЕЛЬСТВ РЕСПУБЛИКИ АЛТАЙ ( Александр Бердников , 2006-2019 гг) | СОСТАВ ПРАВИТЕЛЬСТВ РЕСПУБЛИКИ АЛТАЙ ( Александр Бердников , 2006-2019 гг) | СОСТАВ ПРАВИТЕЛЬСТВ РЕСПУБЛИКИ АЛТАЙ ( Александр Бердников , 2006-2019 гг) | СОСТАВ ПРАВИТЕЛЬСТВ РЕСПУБЛИКИ АЛТАЙ ( Александр Бердников , 2006-2019 гг) |
| Должность | Член Правительства Республики Алтай                                        | Член Правительства Республики Алтай                                        | Член Правительства Республики Алтай                                        | Член Правительства Республики Алтай                                        | №                                                                          | Примечание |
| Должность | Фамилия                                                                    | Имя                                                                        | Отчество                                                                   | Срок полномочий                                                            | №                                                                          | Примечание |
| --- | -------------------------------------------------------------------------- | -------------------------------------------------------------------------- | -------------------------------------------------------------------------- | -------------------------------------------------------------------------- | -------------------------------------------------------------------------- | --- |
| Председатель | БЕРДНИКОВ                                                                  | Александр                                                                  | Васильевич                                                                 | 2006-2019                                                                  | 90(1)                                                                      | член правительств Петрова 19(19),правительства Чаптынова-Волкова 24(5) , правительства Зубакина 45(12) и правительства Лапшина 75(14) |
| Председатель | ХОРОХОРДИН                                                                 | Олег                                                                       | Леонидович                                                                 | 2019                                                                       | 91(2)                                                                      | исполняющий обязанности |
| Первый заместитель председателя | АНТАРАДОНОВ                                                                | Юрий                                                                       | Васильевич                                                                 | 2006-2013                                                                  | 92(3)                                                                      | член правительства Зубакина 35(2) и правительства Лапшина 68(7) |
| Первый заместитель председателя | ТЕВОНЯН                                                                    | Сергей                                                                     | Михотарович                                                                | 2006-2014                                                                  | 93(4)                                                                      | |
| Первый заместитель председателя | ЕКЕЕВА                                                                     | Наталья                                                                    | Михайловна                                                                 | 2013-2019                                                                  | 94(5)                                                                      | |
| Первый заместитель председателя | ПАЛЬТАЛЛЕР                                                                 | Роберт                                                                     | Робертович                                                                 | 2014-2019                                                                  | 95(6)                                                                      | 2006-2014 гг - заместитель председателя |
| Заместитель председателя | АГЕЕВ                                                                      | Олег                                                                       | Валерьевич                                                                 | 2006-2008                                                                  | 96(7)                                                                      | руководитель Единого аппарата Главы Республики Алтай и Правительства Республики Алтай ,член второго правительства Петрова 15(15) |
| Заместитель председателя | КОЗЛОВ                                                                     | Михаил                                                                     | Сергеевич                                                                  | 2006-2008                                                                  | 97(8)                                                                      | полномочный представитель Республики Алтай в городе Москве |
| Заместитель председателя | БАННЫХ                                                                     | Анатолий                                                                   | Николаевич                                                                 | 2008-2009                                                                  | 98(9)                                                                      | полномочный представитель Республики Алтай в городе Москве |
| Заместитель председателя | САКЛАДОВ                                                                   | Александр                                                                  | Анатольевич                                                                | 2011-2016                                                                  | 99(10)                                                                     | до 2014 года -руководитель Единого аппарата Главы Республики Алтай и Правительства Республики Алтай |
| Заместитель председателя | ЗАВЬЯЛОВА                                                                  | Ольга                                                                      | Владимировна                                                               | 2014-2019                                                                  | 100(11)                                                                    | с 2012 года -министр финансов |
| Заместитель председателя | ИСТОМИН                                                                    | Алексей                                                                    | Валерьевич                                                                 | 2014-2015                                                                  | 101(12)                                                                    | |
| Заместитель председателя | ПАХАЕВ                                                                     | Павел                                                                      | Борисович                                                                  | 2014-2015                                                                  | 102(13)                                                                    | руководитель Единого аппарата Главы Республики Алтай и Правительства Республики Алтай |
| Заместитель председателя | САФРОНОВА                                                                  | Ольга                                                                      | Александровна                                                              | 2014-2016                                                                  | 103(14)                                                                    | |
| Заместитель председателя | ЯЛБАКОВ                                                                    | Эжер                                                                       | Алексеевич                                                                 | 2015-2017                                                                  | 104(15)                                                                    | руководитель Единого аппарата Главы Республики Алтай и Правительства Республики Алтай , в 2014-2015 гг -министр культуры |
| Заместитель председателя | ДЁМИНА                                                                     | Марина                                                                     | Владимировна                                                               | 2016                                                                       | 105(16)                                                                    | полномочный представитель Республики Алтай в городе Москве |
| Заместитель председателя | ЛОЗОВАЯ                                                                    | Ирина                                                                      | Петровна                                                                   | 2016-2019                                                                  | 106(17)                                                                    | с 2009 года (с перерывом в 2016 году)- полномочный представитель Республики Алтай в городе Москве |
| Заместитель председателя | МАРГАЧЕВ                                                                   | Михаил                                                                     | Юрьевич                                                                    | 2016-2018                                                                  | 107(18)                                                                    | |
| Заместитель председателя | КОХОЕВ                                                                     | Артур                                                                      | Павлович                                                                   | 2017                                                                       | 108(19)                                                                    | руководитель Единого аппарата Главы Республики Алтай и Правительства Республики Алтай |
| Заместитель председателя | МАНЗЫРОВ                                                                   | Александр                                                                  | Поликарпович                                                               | 2017-2018                                                                  | 109(20)                                                                    | министр сельского хозяйства ,член правительств Петрова 9(9),правительства Чаптынова-Волкова 23(4) |
| Заместитель председателя | ДОНСКОЙ                                                                    | Анатолий                                                                   | Михайлович                                                                 | 2017-2019                                                                  | 110(21)                                                                    | руководитель Единого аппарата Главы Республики Алтай и Правительства Республики Алтай |
| Заместитель председателя | КОРШУНОВ                                                                   | Игорь                                                                      | Владимирович                                                               | 2018-2019                                                                  | 111(22)                                                                    | |
| Заместитель председателя | ПИЛЬТИН                                                                    | Григорий                                                                   | Николаевич                                                                 | 2018-2019                                                                  | 112(23)                                                                    | |
| Заместитель председателя | ПТИЦЫН                                                                     | Роман                                                                      | Викторович                                                                 | 2018                                                                       | 113(24)                                                                    | |
| Руководитель Единого аппарата Главы Республики Алтай и Правительства Республики Алтай |                                                                            |                                                                            |                                                                            | 2006-2008                                                                  | 96(7)                                                                      | АГЕЕВ Олег Валерьевич |
| Руководитель Единого аппарата Главы Республики Алтай и Правительства Республики Алтай | ТРУТНЕВ                                                                    | Виктор                                                                     | Корнеевич                                                                  | 2008-2010                                                                  | 114(25)                                                                    | в 2006 - 2008 гг - министр образования, науки и молодежной политики , член правительства Лапшина 83(22) |
| Руководитель Единого аппарата Главы Республики Алтай и Правительства Республики Алтай | КАРАНИНА                                                                   | Ираида                                                                     | Александровна                                                              | 2010-2011                                                                  | 115(26)                                                                    | |
| Руководитель Единого аппарата Главы Республики Алтай и Правительства Республики Алтай |                                                                            |                                                                            |                                                                            | 2011-2014                                                                  | 99(10)                                                                     | САКЛАДОВ Александр Анатольевич |
| Руководитель Единого аппарата Главы Республики Алтай и Правительства Республики Алтай |                                                                            |                                                                            |                                                                            | 2014-2015                                                                  | 102(13)                                                                    | ПАХАЕВ Павел Борисович |
| Руководитель Единого аппарата Главы Республики Алтай и Правительства Республики Алтай |                                                                            |                                                                            |                                                                            | 2015-2017                                                                  | 104(15)                                                                    | ЯЛБАКОВ Эжер Алексеевич |
| Руководитель Единого аппарата Главы Республики Алтай и Правительства Республики Алтай |                                                                            |                                                                            |                                                                            | 2017                                                                       | 108(19)                                                                    | КОХОЕВ Артур Павлович |
| Руководитель Единого аппарата Главы Республики Алтай и Правительства Республики Алтай |                                                                            |                                                                            |                                                                            | 2017-2019                                                                  | 110(21)                                                                    | ДОНСКОЙ Анатолий Михайлович |
| Министр культуры | БЕЛЕКОВ                                                                    | Иван                                                                       | Итулович                                                                   | 2006                                                                       | 116(27)                                                                    | член правительств Петрова 7(7) и правительства Лапшина 74(13) |
| Министр культуры | КОНЧЕВ                                                                     | Владимир                                                                   | Егорович                                                                   | 2006-2014                                                                  | 117(28)                                                                    | член правительства Чаптынова-Волкова 29(9) |
| Министр культуры |                                                                            |                                                                            |                                                                            | 2014-2015                                                                  | 104(15)                                                                    | ЯЛБАКОВ Эжер Алексеевич |
| Министр культуры | МАЛЧИНОВ                                                                   | Эжер                                                                       | Николаевич                                                                 | 2015-2017                                                                  | 118(29)                                                                    | |
| Министр культуры | АНТАРАДОНОВА                                                               | Ольга                                                                      | Юрьевна                                                                    | 2017-2019                                                                  | 119(30)                                                                    | |
| Министр по делам гражданской обороны и чрезвычайных ситуаций | БУКИН                                                                      | Игорь                                                                      | Алексеевич                                                                 | 2006                                                                       | 120(31)                                                                    | исполняющий обязанности , член правительства Лапшина 73(12) |
| Министр внутренних дел | ВАЛЯЕВ                                                                     | Юрий                                                                       | Константинович                                                             | 2006-2010                                                                  | 121(32)                                                                    | член правительства Лапшина 76(15) |
| Министр финансов | ГАШКИНА                                                                    | Светлана                                                                   | Антоновна                                                                  | 2006-2012                                                                  | 122(33)                                                                    | член правительства Лапшина 71(10) |
| Министр финансов |                                                                            |                                                                            |                                                                            | 2012-2019                                                                  | 100(11)                                                                    | ЗАВЬЯЛОВА Ольга Владимировна |
| Министр экономического развития и инвестиций | ЗОТОВ                                                                      | Михаил                                                                     | Павлович                                                                   | 2006-2007                                                                  | 123(34)                                                                    | член правительства Лапшина 87(26) |
| Министр экономического развития и инвестиций | ПОЛЕТАЕВ                                                                   | Владимир                                                                   | Владимирович                                                               | 2007                                                                       | 124(35)                                                                    | в 2006 году - министр имущественных отношений , член правительства Лапшина 85(24) |
| Министр экономического развития и инвестиций | АЛЧУБАЕВ                                                                   | Александр                                                                  | Николаевич                                                                 | 2007-2014                                                                  | 125(36)                                                                    | член правительств Петрова 6(6) и правительства Зубакина 38(5) |
| Полномочный представитель Республики Алтай в городе Москве |                                                                            |                                                                            |                                                                            | 2006-2008                                                                  | 97(8)                                                                      | КОЗЛОВ Михаил Сергеевич |
| Полномочный представитель Республики Алтай в городе Москве |                                                                            |                                                                            |                                                                            | 2008-2009                                                                  | 98(9)                                                                      | БАННЫХ Анатолий Николаевич |
| Полномочный представитель Республики Алтай в городе Москве |                                                                            |                                                                            |                                                                            | 2009-2016                                                                  | 106(17)                                                                    | ЛОЗОВАЯ Ирина Петровна |
| Полномочный представитель Республики Алтай в городе Москве | 2016-2019                                                                  |                                                                            |                                                                            |                                                                            | 106(17)                                                                    | ЛОЗОВАЯ Ирина Петровна |
| Полномочный представитель Республики Алтай в городе Москве |                                                                            |                                                                            |                                                                            | 2016                                                                       | 105(16)                                                                    | ДЁМИНА Марина Владимировна |
| Министр сельского хозяйства | ОГНЕВ                                                                      | Сергей                                                                     | Ильич                                                                      | 2006-2013                                                                  | 126(37)                                                                    | |
| Министр сельского хозяйства | ЗЕМИРОВ                                                                    | Юрий                                                                       | Семёнович                                                                  | 2013-2015                                                                  | 127(38)                                                                    | |
| Министр сельского хозяйства | БЕЗРУЧЕНКОВ                                                                | Виктор                                                                     | Иванович                                                                   | 2015-2017                                                                  | 128(39)                                                                    | член правительства Зубакина 39(6) |
| Министр сельского хозяйства |                                                                            |                                                                            |                                                                            | 2017-2018                                                                  | 109(20)                                                                    | МАНЗЫРОВ Александр Поликарпович |
| Министр сельского хозяйства | ЦЫГУЛЕВ                                                                    | Андрей                                                                     | Сергеевич                                                                  | 2018                                                                       | 129(40)                                                                    | |
| Министр сельского хозяйства | ТАХАНОВ                                                                    | Владислав                                                                  | Валерьевич                                                                 | 2018-2019                                                                  | 130(41)                                                                    | |
| Министр имущественных отношений |                                                                            |                                                                            |                                                                            | 2006                                                                       | 124(35)                                                                    | ПОЛЕТАЕВ Владимир Владимирович |
| Министр имущественных отношений | КАРДАМАНОВ                                                                 | Сергей                                                                     | Иванович                                                                   | 2006-2014                                                                  | 131(42)                                                                    | |
| Министр регионального развития | СОРОКИН                                                                    | Юрий                                                                       | Васильевич                                                                 | 2006-2013                                                                  | 132(43)                                                                    | член правительства Лапшина 81(20) |
| Министр регионального развития | КОНДРАТЬЕВ                                                                 | Николай                                                                    | Прокопьевич                                                                | 2013-2019                                                                  | 133(44)                                                                    | |
| Министр регионального развития | ПЬЯНКОВ                                                                    | Олег                                                                       | Игоревич                                                                   | 2019                                                                       | 134(45)                                                                    | |
| Министр труда, социального развития и занятости , до октября 2014 года - Министр труда и социального развития | СУМИН                                                                      | Геннадий                                                                   | Петрович                                                                   | 2006-2013                                                                  | 135(46)                                                                    | |
| Министр труда, социального развития и занятости , до октября 2014 года - Министр труда и социального развития | ТЮХТЕНЕВА                                                                  | Валентина                                                                  | Акчабаевна                                                                 | 2013-2017                                                                  | 136(47)                                                                    | |
| Министр труда, социального развития и занятости , до октября 2014 года - Министр труда и социального развития | СУМИН                                                                      | Адар                                                                       | Геннадьевич                                                                | 2017-2019                                                                  | 137(48)                                                                    | |
| Министр образования и науки , до сентября 2017 года - Министр образования, науки и молодежной политики |                                                                            |                                                                            |                                                                            | 2006-2008                                                                  | 114(25)                                                                    | ТРУТНЕВ Виктор Корнеевич |
| Министр образования и науки , до сентября 2017 года - Министр образования, науки и молодежной политики | ГУСЕЛЬНИКОВА                                                               | Наталья                                                                    | Владимировна                                                               | 2008-2014                                                                  | 138(49)                                                                    | |
| Министр образования и науки , до сентября 2017 года - Министр образования, науки и молодежной политики | БОНДАРЕНКО                                                                 | Ольга                                                                      | Михайловна                                                                 | 2014                                                                       | 139(50)                                                                    | исполняющая обязанности |
| Министр образования и науки , до сентября 2017 года - Министр образования, науки и молодежной политики | БОНДАРЕНКО                                                                 | Алексей                                                                    | Викторович                                                                 | 2014-2019                                                                  | 140(51)                                                                    | |
| Министр здравоохранения | ЯИМОВ                                                                      | Игорь                                                                      | Эжерович                                                                   | 2006-2013                                                                  | 141(52)                                                                    | |
| Министр здравоохранения | ПЕЛЕГАНЧУК                                                                 | Владимир                                                                   | Алексеевич                                                                 | 2013-2018                                                                  | 142(53)                                                                    | |
| Министр здравоохранения | РЕШЕТОВ                                                                    | Павел                                                                      | Эдуардович                                                                 | 2018                                                                       | 143(54)                                                                    | |
| Министр здравоохранения | МАКИН                                                                      | Андрей                                                                     | Анатольевич                                                                | 2018-2019                                                                  | 144(55)                                                                    | |
| Министр природных ресурсов, экологии и туризма, до апреля 2019 года - Министр природных ресурсов, экологии и имущественных отношений , до октября 2014 года - Министр лесного хозяйства , до апреля 2010 года - Министр природных ресурсов | ТЕРЕХОВ                                                                    | Михаил                                                                     | Алексеевич                                                                 | 2006-2014                                                                  | 145(56)                                                                    | |
| Министр природных ресурсов, экологии и туризма, до апреля 2019 года - Министр природных ресурсов, экологии и имущественных отношений , до октября 2014 года - Министр лесного хозяйства , до апреля 2010 года - Министр природных ресурсов | УНУТОВ                                                                     | Айат                                                                       | Дмитриевич                                                                 | 2014                                                                       | 146(57)                                                                    | исполняющий обязанности |
| Министр природных ресурсов, экологии и туризма, до апреля 2019 года - Министр природных ресурсов, экологии и имущественных отношений , до октября 2014 года - Министр лесного хозяйства , до апреля 2010 года - Министр природных ресурсов | АЛИСОВ                                                                     | Александр                                                                  | Александрович                                                              | 2014-2018                                                                  | 147(58)                                                                    | |
| Министр природных ресурсов, экологии и туризма, до апреля 2019 года - Министр природных ресурсов, экологии и имущественных отношений , до октября 2014 года - Министр лесного хозяйства , до апреля 2010 года - Министр природных ресурсов | ЛАРИН                                                                      | Евгений                                                                    | Владимирович                                                               | 2018-2019                                                                  | 148(59)                                                                    | в 2007-2014 гг - министр туризма, предпринимательства и инвестиций (с 2008 года - Министерство туризма и предпринимательства ) , в 2014-2016 гг. министр экономики, туризма, инвестиций и предпринимательства (с 2015 года - Министерство экономического развития и туризма ) |
| Министр природных ресурсов, экологии и туризма, до апреля 2019 года - Министр природных ресурсов, экологии и имущественных отношений , до октября 2014 года - Министр лесного хозяйства , до апреля 2010 года - Министр природных ресурсов | АНДРОНОВ                                                                   | Олег                                                                       | Владимирович                                                               | 2019                                                                       | 149(60)                                                                    | исполняющий обязанности |
| Министр туризма и предпринимательства, до августа 2008 года - Министр туризма, предпринимательства и инвестиций |                                                                            |                                                                            |                                                                            | 2007-2014                                                                  | 148(59)                                                                    | ЛАРИН Евгений Владимирович |
| Министр экономического развития и имущественных отношений, до апреля 2019 года - Министр экономического развития и туризма, до февраля 2015 года - Министр экономики, туризма, инвестиций и предпринимательства                            |                                                                            |                                                                            |                                                                            | 2014-2016                                                                  | 148(59)                                                                    | ЛАРИН Евгений Владимирович |
| Министр экономического развития и имущественных отношений, до апреля 2019 года - Министр экономического развития и туризма, до февраля 2015 года - Министр экономики, туризма, инвестиций и предпринимательства                            | БУЙДЫШЕВА                                                                  | Светлана                                                                   | Владимировна                                                               | 2016-2019                                                                  | 150(61)                                                                    | |
| Министр экономического развития и имущественных отношений, до апреля 2019 года - Министр экономического развития и туризма, до февраля 2015 года - Министр экономики, туризма, инвестиций и предпринимательства                            | РОТАРЬ                                                                     | Федор                                                                      | Николаевич                                                                 | 2019                                                                       | 151(62)                                                                    | |

## Правительство Олега Хорохордина 2019—2024
Олег Хорохордин вступил в должность Главы Республики , Председателя Правительства 1 октября 2019 года . 4 июня 2024 года после отставки Хорохордина временно исполняющим обязанности Главы Республики , Председателя Правительства был назначен Андрей Турчак. Правительство сложило свои полномочия 3 октября 2024 года после вступления в должность избранного 8 сентября 2024 года  Главой Республики Алтай Андрея Турчака. 
| СОСТАВ ПРАВИТЕЛЬСТВА РЕСПУБЛИКИ АЛТАЙ (Олег Хорохордин, 2019-2024 гг)                                                      | СОСТАВ ПРАВИТЕЛЬСТВА РЕСПУБЛИКИ АЛТАЙ (Олег Хорохордин, 2019-2024 гг) | СОСТАВ ПРАВИТЕЛЬСТВА РЕСПУБЛИКИ АЛТАЙ (Олег Хорохордин, 2019-2024 гг) | СОСТАВ ПРАВИТЕЛЬСТВА РЕСПУБЛИКИ АЛТАЙ (Олег Хорохордин, 2019-2024 гг) | СОСТАВ ПРАВИТЕЛЬСТВА РЕСПУБЛИКИ АЛТАЙ (Олег Хорохордин, 2019-2024 гг) | СОСТАВ ПРАВИТЕЛЬСТВА РЕСПУБЛИКИ АЛТАЙ (Олег Хорохордин, 2019-2024 гг) | СОСТАВ ПРАВИТЕЛЬСТВА РЕСПУБЛИКИ АЛТАЙ (Олег Хорохордин, 2019-2024 гг) |
| Должность | Член Правительства Республики Алтай                                   | Член Правительства Республики Алтай                                   | Член Правительства Республики Алтай                                   | Член Правительства Республики Алтай                                   | №                                                                     | Примечание |
| Должность | Фамилия                                                               | Имя                                                                   | Отчество                                                              | Срок полномочий                                                       | №                                                                     | Примечание |
| --- | --------------------------------------------------------------------- | --------------------------------------------------------------------- | --------------------------------------------------------------------- | --------------------------------------------------------------------- | --------------------------------------------------------------------- | --- |
| Председатель | ХОРОХОРДИН                                                            | Олег                                                                  | Леонидович                                                            | 2019-2024                                                             | 152(1)                                                                | исполняющий обязанности после отставки Александра Бердникова 91(2) |
| Председатель | ТУРЧАК                                                                | Андрей                                                                | Анатольевич                                                           | 2024                                                                  | 153(2)                                                                | исполняющий обязанности |
| Первый заместитель председателя                                                                                            | МАХАЛОВ                                                               | Виктор                                                                | Борисович                                                             | 2019-2024                                                             | 154(3)                                                                | |
| Первый заместитель председателя                                                                                            | ТЮХТЕНЕВ                                                              | Алексей                                                               | Степанович                                                            | 2019-2020                                                             | 155(4)                                                                | член правительств Петрова 11(11) |
| Первый заместитель председателя                                                                                            | ЯЛБАКОВ                                                               | Эжер                                                                  | Алексеевич                                                            | 2020-2024                                                             | 156(5)                                                                | член третьего правительства Бердникова 104(15) |
| Заместитель председателя                                                                                                   | ЗАВЬЯЛОВА                                                             | Ольга                                                                 | Владимировна                                                          | 2019-2024                                                             | 157(6)                                                                | министр финансов ,член второго и третьего правительств Бердникова 100(11)                                                                                                  |
| Заместитель председателя                                                                                                   | ЛОЗОВАЯ                                                               | Ирина                                                                 | Петровна                                                              | 2019-2024                                                             | 158(7)                                                                | полномочный представитель Республики Алтай в городе Москве ,член правительств Бердникова 106(17)                                                                           |
| Заместитель председателя                                                                                                   | КУЛТУЕВА                                                              | Динара                                                                | Алтайчиновна                                                          | 2020-2024                                                             | 159(8)                                                                | |
| Заместитель председателя                                                                                                   | МАРГАЧЕВ                                                              | Михаил                                                                | Юрьевич                                                               | 2021-2024                                                             | 160(9)                                                                | руководитель Аппарата Главы Республики Алтай, Председателя Правительства Республики Алтай и Правительства Республики Алтай ,член третьего правительства Бердникова 107(18) |
| Заместитель председателя                                                                                                   | ПРОКОПЬЕВ                                                             | Александр                                                             | Сергеевич                                                             | 2024                                                                  | 161(10)                                                               | исполняющий обязанности , министр экономического развития (исполняющий обязанности)                                                                                        |
| Заместитель председателя                                                                                                   | ЧЕРНИКОВ                                                              | Антон                                                                 | Михайлович                                                            | 2024                                                                  | 162(11)                                                               | исполняющий обязанности , министр регионального развития (исполняющий обязанности)                                                                                         |
| Министр культуры | АНТАРАДОНОВА                                                          | Ольга                                                                 | Юрьевна                                                               | 2019-2024                                                             | 163(12)                                                               | член третьего правительства Бердникова 119(30) |
| Руководитель Аппарата Главы Республики Алтай, Председателя Правительства Республики Алтай и Правительства Республики Алтай | ДОНСКОЙ                                                               | Анатолий                                                              | Михайлович                                                            | 2019-2021                                                             | 164(13)                                                               | член третьего правительства Бердникова 110(21) |
| Руководитель Аппарата Главы Республики Алтай, Председателя Правительства Республики Алтай и Правительства Республики Алтай |                                                                       |                                                                       |                                                                       | 2021-                                                                 | 160(9)                                                                | МАРГАЧЕВ Михаил Юрьевич |
| Министр финансов |                                                                       |                                                                       |                                                                       | 2019-2024                                                             | 157(6)                                                                | ЗАВЬЯЛОВА Ольга Владимировна |
| Министр здравоохранения | КОВАЛЕНКО                                                             | Сергей                                                                | Михайлович                                                            | 2019-2021                                                             | 165(14)                                                               | |
| Министр здравоохранения | ЕЛЫКОМОВ                                                              | Валерий                                                               | Анатольевич                                                           | 2021-2024                                                             | 166(15)                                                               | |
| Полномочный представитель Республики Алтай в городе Москве                                                                 |                                                                       |                                                                       |                                                                       | 2019-2024                                                             | 158(7)                                                                | ЛОЗОВАЯ Ирина Петровна |
| Министр природных ресурсов и экологии, до января 2023 года - Министр природных ресурсов, экологии и туризма                | ПОВАРОВА                                                              | Екатерина                                                             | Олеговна                                                              | 2019-2022                                                             | 167(16)                                                               | |
| Министр природных ресурсов и экологии, до января 2023 года - Министр природных ресурсов, экологии и туризма                | СУМАЧАКОВ                                                             | Айлан                                                                 | Иванович                                                              | 2022-2024                                                             | 168(17)                                                               | |
| Министр регионального развития                                                                                             | ПЬЯНКОВ                                                               | Олег                                                                  | Игоревич                                                              | 2019-2021                                                             | 169(18)                                                               | член третьего правительства Бердникова 134(45) |
| Министр регионального развития                                                                                             | ЗОРИЙ                                                                 | Константин                                                            | Владимирович                                                          | 2021-2023                                                             | 170(19)                                                               | |
| Министр регионального развития                                                                                             | ЧЕРНИКОВ                                                              | Антон                                                                 | Михайлович                                                            | 2023-2024                                                             | 162(11)                                                               | |
| Министр регионального развития                                                                                             | ЧАКЫРОВ                                                               | Алексей                                                               | Александрович                                                         | 2024                                                                  | 171(20)                                                               | исполняющий обязанности |
| Министр регионального развития                                                                                             |                                                                       |                                                                       |                                                                       | 2024                                                                  | 162(11)                                                               | ЧЕРНИКОВ Антон Михайлович, исполняющий обязанности |
| Министр образования и науки                                                                                                | САВРАСОВА                                                             | Ольга                                                                 | Станиславовна                                                         | 2019-2024                                                             | 172(21)                                                               | |
| Министр цифрового развития                                                                                                 | СТЕПАНОВ                                                              | Николай                                                               | Николаевич                                                            | 2019-2024                                                             | 173(22)                                                               | |
| Министр труда, социального развития и занятости населения                                                                  | СУМИН                                                                 | Адар                                                                  | Геннадьевич                                                           | 2019-2024                                                             | 174(23)                                                               | член третьего правительства Бердникова 137(48) |
| Министр экономического развития, до февраля 2020 года - Министр экономического развития и имущественных отношений          | ТУПИКИН                                                               | Вячеслав                                                              | Валерьевич                                                            | 2019-2024                                                             | 175(24)                                                               | |
| Министр экономического развития, до февраля 2020 года - Министр экономического развития и имущественных отношений          |                                                                       |                                                                       |                                                                       | 2024                                                                  | 161(10)                                                               | ПРОКОПЬЕВ Александр Сергеевич, исполняющий обязанности |
| Министр сельского хозяйства                                                                                                | ЦЫГУЛЕВ                                                               | Андрей                                                                | Сергеевич                                                             | 2019-2024                                                             | 176(25)                                                               | член третьего правительства Бердникова 129(40) |
| Министр туризма | САРБАШЕВ                                                              | Эрчим                                                                 | Борисович                                                             | 2023-2024                                                             | 177(26)                                                               | |

## Правительство Андрея Турчака  с 2024 года
Андрей Турчак вступил в должность Главы Республики , Председателя Правительства 3 октября 2024 года .  
| СОСТАВ ПРАВИТЕЛЬСТВА РЕСПУБЛИКИ АЛТАЙ (Андрей Турчак, с 2024 года) | СОСТАВ ПРАВИТЕЛЬСТВА РЕСПУБЛИКИ АЛТАЙ (Андрей Турчак, с 2024 года) | СОСТАВ ПРАВИТЕЛЬСТВА РЕСПУБЛИКИ АЛТАЙ (Андрей Турчак, с 2024 года) | СОСТАВ ПРАВИТЕЛЬСТВА РЕСПУБЛИКИ АЛТАЙ (Андрей Турчак, с 2024 года) | СОСТАВ ПРАВИТЕЛЬСТВА РЕСПУБЛИКИ АЛТАЙ (Андрей Турчак, с 2024 года) | СОСТАВ ПРАВИТЕЛЬСТВА РЕСПУБЛИКИ АЛТАЙ (Андрей Турчак, с 2024 года) | СОСТАВ ПРАВИТЕЛЬСТВА РЕСПУБЛИКИ АЛТАЙ (Андрей Турчак, с 2024 года)                                                                       |
| Должность | Член Правительства Республики Алтай                                | Член Правительства Республики Алтай                                | Член Правительства Республики Алтай                                | Член Правительства Республики Алтай                                | №                                                                  | Примечание |
| Должность | Фамилия                                                            | Имя                                                                | Отчество                                                           | Срок полномочий                                                    | №                                                                  | Примечание |
| --- | ------------------------------------------------------------------ | ------------------------------------------------------------------ | ------------------------------------------------------------------ | ------------------------------------------------------------------ | ------------------------------------------------------------------ | --- |
| Председатель | ТУРЧАК                                                             | Андрей                                                             | Анатольевич                                                        | 2024-                                                              | 178(1)                                                             | исполняющий обязанности после отставки Олега Хорохордина 153(2)                                                                          |
| Первый заместитель председателя | МАЛЧИНОВ                                                           | Эжер                                                               | Николаевич                                                         | 2024-                                                              | 179(2)                                                             | |
| Заместитель председателя | ЗАВЬЯЛОВА                                                          | Ольга                                                              | Владимировна                                                       | 2024-                                                              | 180(3)                                                             | министр финансов ,член второго и третьего правительств Бердникова 100(11) и правительства Хорохордина 157(6)                             |
| Заместитель председателя | ПРОКОПЬЕВ                                                          | Александр                                                          | Сергеевич                                                          | 2024-                                                              | 181(4)                                                             | член правительства Хорохордина-Турчака 161(10)                                                                                           |
| Заместитель председателя | СУМИН                                                              | Адар                                                               | Геннадьевич                                                        | 2024-                                                              | 182(5)                                                             | член третьего правительства Бердникова 137(48) и правительства Хорохордина 174(23)                                                       |
| Заместитель председателя | ХУБЕЗОВ                                                            | Дмитрий                                                            | Анатольевич                                                        | 2024-                                                              | 183(6)                                                             | министр здравоохранения |
| Заместитель председателя | ЧЕРНИКОВ                                                           | Антон                                                              | Михайлович                                                         | 2024-                                                              | 184(7)                                                             | член правительства Хорохордина 162(11)                                                                                                   |
| Заместитель председателя | ПОЛЕТАЕВ                                                           | Владимир                                                           | Владимирович                                                       | 2024-                                                              | 185(8)                                                             | полномочный представитель Республики Алтай в городе Москве , член правительства Лапшина 85(24) и первого правительства Бердникова124(35) |
| Министр цифрового развития | АЛЫМОВ                                                             | Сергей                                                             | Павлович                                                           | 2024-                                                              |                                                                    | |
| Министр юстиции | АНТАРАДОНОВА                                                       | Наталия                                                            | Петровна                                                           | 2024-                                                              |                                                                    | |
| Министр культуры | АНТАРАДОНОВА                                                       | Ольга                                                              | Юрьевна                                                            | 2024-                                                              |                                                                    | член третьего правительства Бердникова 119(30) и правительства Хорохордина 163(12)                                                       |
| Министр экономического развития | БОРОВИКОВ                                                          | Сергей                                                             | Сергеевич                                                          | 2024-                                                              |                                                                    | |
| Министр транспорта и дорожного хозяйства | ГУЩИН                                                              | Артур                                                              | Леонидович                                                         | 2024-                                                              |                                                                    | |
| Руководитель Аппарата Главы Республики Алтай, Председателя Правительства Республики Алтай и Правительства Республики Алтай                                                                                          | ЖАВОРОНКОВ                                                         | Максим                                                             | Константинович                                                     | 2024-                                                              |                                                                    | |
| Министр финансов |                                                                    |                                                                    |                                                                    | 2024-                                                              | 180(3)                                                             | ЗАВЬЯЛОВА Ольга Владимировна |
| Министр образования и науки | САВРАСОВА                                                          | Ольга                                                              | Станиславовна                                                      | 2024-                                                              |                                                                    | член правительства Хорохордина 172(21)                                                                                                   |
| Министр труда, социального развития и занятости населения | САНАРОВ                                                            | Алексей                                                            | Иванович                                                           | 2024-                                                              |                                                                    | |
| Министр природных ресурсов и экологии | СУМАЧАКОВ                                                          | Айлан                                                              | Иванович                                                           | 2024-                                                              |                                                                    | исполняющий обязанности , член правительства Хорохордина 168(17)                                                                         |
| Министр молодежной политики и спорта | СУРАЗОВ                                                            | Александр                                                          | Германович                                                         | 2024-                                                              |                                                                    | |
| Министр здравоохранения |                                                                    |                                                                    |                                                                    | 2024-                                                              | 183(6)                                                             | ХУБЕЗОВ Дмитрий Анатольевич |
| Министр сельского хозяйства | ЦЫГУЛЕВ                                                            | Андрей                                                             | Сергеевич                                                          | 2024-                                                              |                                                                    | член третьего правительства Бердникова 129(40) и правительства Хорохордина176(25)                                                        |
| Министр строительства и жилищно-коммунального хозяйства | ЧАКЫРОВ                                                            | Алексей                                                            | Александрович                                                      | 2024-                                                              |                                                                    | член правительства Хорохордина 171(20)                                                                                                   |
| Полномочный представитель Главы Республики Алтай, Председателя Правительства Республики Алтай в Государственном Собрании Республики Алтай и по взаимодействию с органами местного самоуправления в Республике Алтай | МАРГАЧЕВ                                                           | Михаил                                                             | Юрьевич                                                            | 2024-                                                              |                                                                    | член третьего правительства Бердникова 107(18) , и правительства Хорохордина 160(9)                                                      |
| Полномочный представитель Республики Алтай в городе Москве |                                                                    |                                                                    |                                                                    | 2024-                                                              | 185(8)                                                             | ПОЛЕТАЕВ Владимир Владимирович |